# Geoffrey Salmond

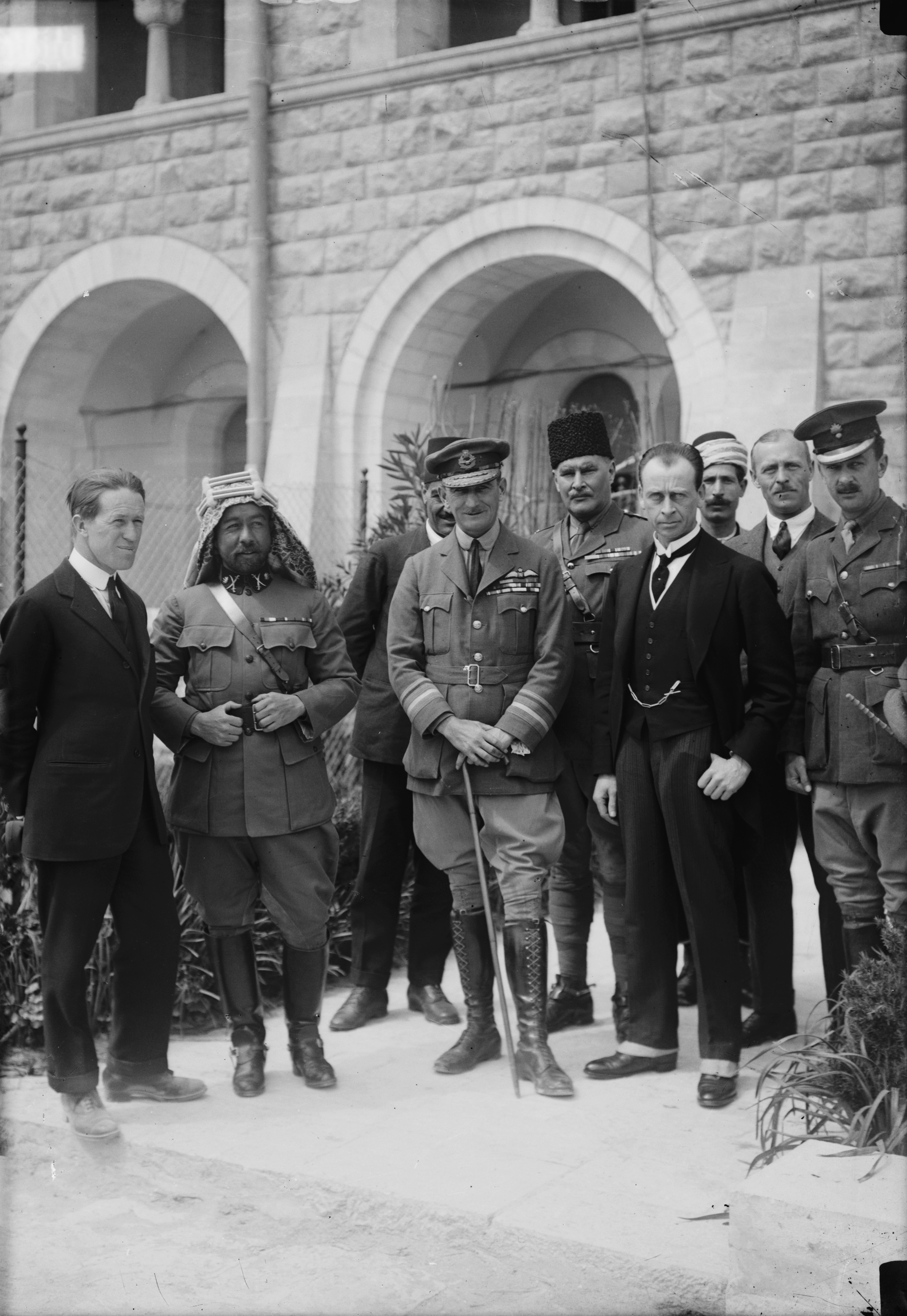
Geoffrey Salmond (Mitte), 1920 in Palästina bei der Ankunft des Hochkommissars Herbert Samuel

Sir William Geoffrey Hanson Salmond KCB, KCMG, DSO (* 19. August 1878 in Hougham, Kent; † 27. April 1933 in London) war ein britischer Offizier, der in der Royal Air Force den Rang eines Air Chief Marshal und den Posten des Chief of the Air Staff erreichte.

## Leben
Salmond wurde als Sohn des Offiziers und späteren Major-Generals William Salmond geboren, zu seinen Geschwistern gehörte John Salmond, der vor ihm und kurzzeitig nach seinem Tod als Chief of the Air Staff diente und zum Marshal of the Royal Air Force aufstieg. Geoffrey diente nach dem Besuch der Royal Military Academy Woolwich von 1899 bis 1900 in der Royal Artillery im Zweiten Burenkrieg in Südafrika und wurde im November 1900 für den Einsatz bei der Niederschlagung des chinesischen Boxeraufstands abgestellt. Ab 1905 diente er als Sprachoffizier in Japan, wo er die japanische Sprache erlernte.

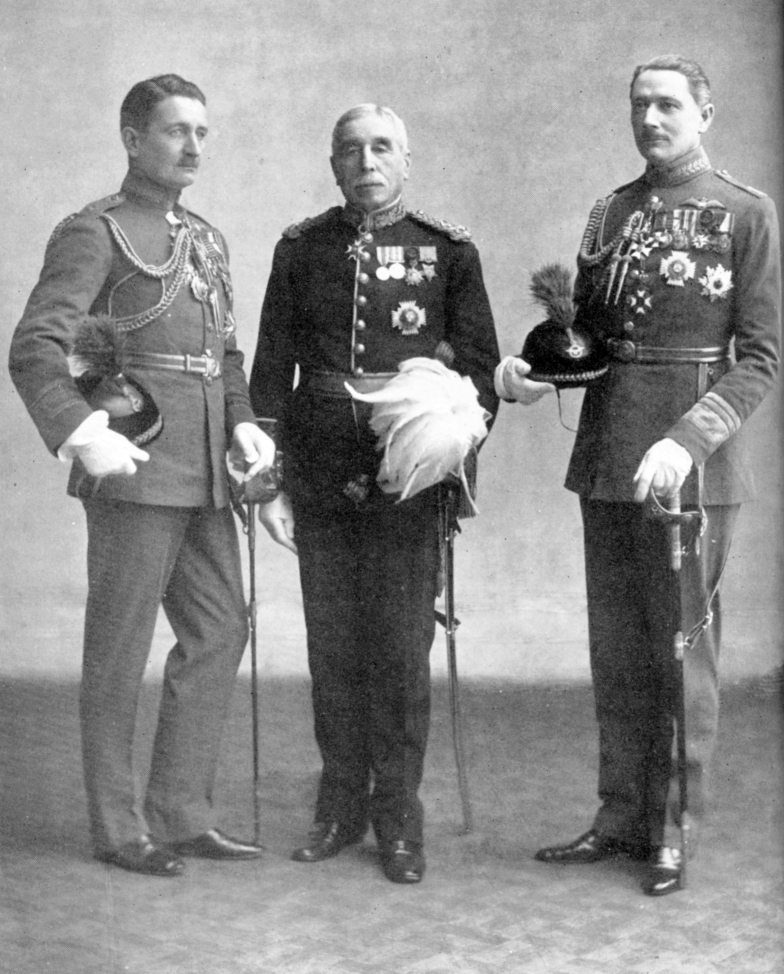
Salmond (links) mit seinem Vater und seinem Bruder John

Ab 1908 war er Adjutant der Royal Artillery und besuchte ab 1911 den zweijährigen Kurs am Staff College Camberley. Nach seinem Abschluss erwarb er sofort, wie sein jüngerer Bruder schon vor ihm, den Pilotenschein (Royal Aero Club Zertifikat Nr. 421) und wurde der Reserve des Royal Flying Corps zugeteilt, wo er als Generalstabsoffizier im Directorate of Military Aeronautics arbeitete. Beim Eintritt Großbritanniens in den Ersten Weltkrieg war er Captain und Generalstabsoffizier 2. Grades im Stab des RFC im Felde. Im Januar 1915 wurde er Kommandeur der No. 1 Squadron, die unter anderem in der Schlacht von Neuve-Chapelle, im Kampf um Höhe 60 und bei Aubers Ridge zum Einsatz kam. Im August 1915 kehrte er vorübergehend nach England zurück, wo er auf seinen nächsten Einsatz als Kommandeur des No. 5 Wing in Ägypten vorbereitet wurde. Im November 1915 wurde sein Wing zunächst nach Heliopolis verlegt, im Februar 1916 nach Ismailia, von wo es in die Kämpfe am Suezkanal und auf dem Sinai eingriff. Am 1. Juli 1916 wurde Salmond zum temporären Brigadier-General befördert, als unter Hinzuziehung eines weiteren, des No. 20 (Reserve) Wing RFC, die Middle East Brigade unter seinem Kommando gebildet wurde. Salmond hatte fortan die Zuständigkeit für ein weites geographisches Gebiet, das neben Ägypten auch Mesopotamien und Ostafrika sowie die Front in Mazedonien umfasste und das Salmond selbst mehrfach bereiste.
Am 3. Januar 1918, nach einem Aufenthalt in England, übernahm er als temporärer Major-General das zwischenzeitlich gebildete Hauptquartier RAF Middle East. Nach dem Kriegsende wurde ihm bei der Einführung des neuen Rangsystems in der RAF im August 1919 der Rang eines Air Vice-Marshal zuerkannt. Er blieb Kommandeur der RAF im Nahen Osten bis Februar 1922. Zurück in England wurde er 1923 Air Member for Supply and Research, bevor er 1926 als Air Officer Commanding nach Britisch-Indien versetzt wurde. Hier wurde er am 1. Juli 1929 zum Air Marshal befördert. 1931 kehrte er nach England zurück, um den Posten des Oberbefehlshabers der Air Defence of Great Britain zu übernehmen. Nach seiner Beförderung zum Air Chief Marshal am 1. Januar 1933 folgte er seinem Bruder John am 1. April des gleichen Jahres als Chief of the Air Staff (CAS) nach. Zu diesem Zeitpunkt war er bereits unheilbar erkrankt und starb binnen eines Monats. Sein Bruder übte das Amt des CAS kommissarisch bis zur Ernennung von Edward Ellington aus.

### Privates
Salmond hatte 1910 die Tochter von William Carr geheiratet, mit der er drei Töchter und einen Sohn hatte. 2003 erschien die von einer seiner Töchter verfasste Biographie From Biplane to Spitfire über ihn.